# Christian Eberl
Christian Eberl (* 9. März 1954 in Göttingen) ist ein deutscher Forstwissenschaftler und Politiker. Er war von 2002 bis 2003 Bundestagsabgeordneter und von 2003 bis 2008 Staatssekretär im Umweltministerium von Niedersachsen.

## Leben
Christian Eberl wurde am 9. März 1954 in Göttingen geboren und wuchs in Nörten-Hardenberg auf. Sein Abitur legte er 1973 am Corvinianum in Northeim ab. Nach seinem Grundwehrdienst, den er in der Clausewitz-Kaserne in Nienburg-Langendamm ableistete, studierte er von 1975 bis 1979 Forstwissenschaften an der Georg-August-Universität Göttingen. Nach dem Abschluss folgte das zweijährige Referendariat in der niedersächsischen Landesforstverwaltung. Nach dem 2. Staatsexamen und der Übernahme in den Staatsdienst wurde Eberl 1981 stellvertretender Dezernatsleiter für Landespflege und Naturschutz beim Forstplanungsamt in Wolfenbüttel. Von 1986 bis 1989 war er stellvertretender Leiter des Staatlichen Forstamtes Seelzerthurm im Solling.
Als Forstoberrat war er von 1989 bis 1999 bei der Universität Göttingen am Institut für Bodenkunde und Waldernährung und im Forschungszentrum Waldökosysteme in der Waldschadensforschung tätig. Bei Bernhard Ulrich promovierte Eberl mit der Schrift Quantifizierung und Bewertung von Merkmalen forstlicher Standortstypen durch ökochemische Parameter im Westharz 1998 zum Dr. for. Anschließend war er in der Abteilung „Umweltkontrolle“ an der Niedersächsischen Forstlichen Versuchsanstalt in Göttingen beschäftigt.
Parallel zu seiner forstlichen Laufbahn hat sich Eberl auch schon früh politisch engagiert. 1981 trat er in die FDP ein und war in seinem Heimat- und Wohnort Nörten-Hardenberg von 1981 bis 1987 Vorsitzender des Ortsverbandes der Liberalen sowie von 1981 bis 1986 auch stellvertretender Bürgermeister. Von 1991 bis 2002 übte er im Stadtrat auch das Amt des FDP-Fraktionsvorsitzenden aus. Ab 1986 vertrat er die FDP zudem als Kreistagsabgeordneter des Landkreises Northeim, war dort Mitglied des Kreis- und Abfallwirtschaftsausschusses, Vorsitzender des Umweltausschusses sowie der FDP-Kreistagsfraktion. 1992 bis 1996 war er zudem Vorsitzender des FDP-Kreisverbandes Northeim. 1988 wurde der Forstwissenschaftler Mitglied des FDP-Landesvorstandes Niedersachsen und war von 1996 bis 2000 Bezirksvorsitzender des FDP-Bezirksverbandes Südniedersachsen.
In der 15. Wahlperiode zog Eberl am 17. Oktober 2002 für seine Partei in den Deutschen Bundestag ein, wo er Obmann der FDP-Bundestagsfraktion im Ausschuss für Umwelt, Naturschutz und Reaktorsicherheit war. Er legte sein Mandat am 20. März 2003 wieder nieder – für ihn rückte Angelika Brunkhorst als Abgeordnete nach –, nachdem er von Minister Hans-Heinrich Sander (FDP) zum Staatssekretär im Niedersächsischen Umweltministerium berufen worden war.
Im Februar 2008 wurde Christian Eberl in den einstweiligen Ruhestand versetzt, da das Vertrauensverhältnis zwischen Eberl und Minister Sander belastet war.
Gemeinsam mit seinem Sohn bewirtschaftete er danach seine zwei mittelgroßen Forstbetriebe im Südharz. Von 2010 bis 2020 war er Vorstandsmitglied der Forstbetriebsgemeinschaft Nordthüringen und ist seit 2012 Vorsitzender der Jagdgenossenschaft Bockelnhagen in der Gemeinde Sonnenstein.
Neben regionalen Ehrenämtern war er von 2008 bis 2014 Vorsitzender des Niedersächsischen Naturschutzverbandes (NVN).
Eberl ist seit 2014 Vorsitzender des Nordwestdeutschen Forstvereins und wurde für die Periode 2019 bis 2023 gewählt.
Christian Eberl ist römisch-katholischen Glaubens und hat eine Tochter und einen Sohn. Er war unter anderem Vorstandsmitglied der in Hannover ansässigen Rudolph von Bennigsen-Stiftung (2002–2010) und der Stiftung Wald in Not.